# Издирването
„Издирването“ (на английски: The Search) е американски филм от 1948 г. на режисьора Фред Зинеман, в който се разказва историята на млад мъж, оцелял от Аушвиц, и неговата майка, които се търсят взаимно в Европа след Втората световна война. В главните роли са Монтгомъри Клифт, Иван Яндл, Ярмила Новотна и Алин Макмеън.
Много сцени са заснети сред действителните руини на следвоенните германски градове Инголщат, Мюнхен, Нюрнберг и Вюрцбург. Заснемането се провежда между юни и ноември 1947 г., първо на място в Германия, а след това в студио в Цюрих, Швейцария за вътрешните сцени. Въпреки че е разпространен в САЩ през март 1948 г., филмът не е пуснат във Великобритания до май 1950 г. Неговата европейска премиера се състои в кино „Емпайър“ на Лестър Скуеър в Лондон на 2 ноември 1949 г. в помощ на Националното дружество за превенция на жестокостта към деца, в присъствието на кралица Мери.
Изпълнението на Яндл е отличено със специална награда на Академията за младежи. Комунистическото правителство на Чехословакия обаче не позволява на Яндл да пътува до Съединените щати, за да вземе получените награди „Оскар“ и „Златен глобус“, които също е спечелил. Зинеман приема Оскара от името на Яндл и изпраща двете отличия на Яндл в Прага.

## Актьорски състав
- Монтгомъри Клифт в ролята на Ралф „Стив“ Стивънсън
- Иван Яндл в ролята на момчето Карел Малик / „Джим“
- Алин Макмеън в ролята на г-жа Мъри
- Ярмила Новотна в ролята на г-жа Хана Малик
- Уендъл Кори в ролята на Джери Фишър
- Мери Патън в ролята на г-жа Фишър
- Юарт Морисън в ролята на г-н Крукс
- Уилям Роджърс в ролята на Том Фишър
- Леополд Борковски в ролята на Джоел Марковски
- Клод Гамбие в ролята на Раул Дюбоа
- Авигдор (Виктор) Мурик в ролята на детски учител в сцената за еврейските сираци

## Продукция
MGM плаща 300 000 щатски долара за филма, който постига солиден боксофис успех, спечелвайки над 850 000 щатски долара от отдаване под наем само през първата година. 

## Римейк
Едноименен римейк е разпространен през 2014 г., премествайки действието във Втората чеченска война. Филмът е написан и режисиран от Мишел Азанависиюс, а в главните роли са Беренис Бежо и Анет Бенинг.